# Almandyn

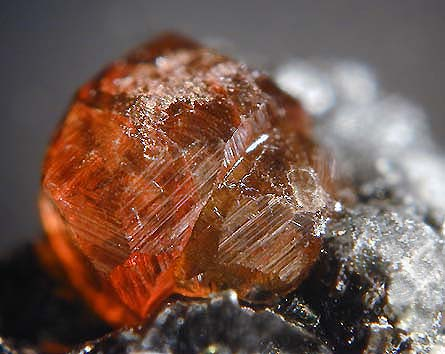
Granat

Almandyn – minerał z grupy granatu, z gromady krzemianów. Należy do grupy minerałów pospolitych, szeroko rozpowszechnionych. 
Nazwa pochodzi od Alabanda, starożytnego miasta w Turcji, skąd został po raz pierwszy opisany i gdzie szlifowano najpiękniejsze okazy tych kamieni.
Jest uznawany za oficjalny minerał stanowy Connecticut.

## Właściwości
- Inkluzja - stanowią ją różne minerały, szczególnie:
  - kryształy cyrkonu, dające efekt aureoli dzięki obecności pierwiastków radioaktywnych;
  - igły rutylu;
  - kryształy hornblendy;
  - igły augitu i hornblendy układające się równolegle do krawędzi ścian kryształu;
  - apatyt, ilmenit, spinel, monacyt, biotyt i kwarc, a także włókniste lub igiełkowe inkluzje piroksenu, rutylu i amfiboli dające efekt migotania, a w oszlifowanych kaboszonach czteroramienną gwiazdę[8].

Krystalizuje w układzie regularnym. Tworzy dobrze wykształcone, izometryczne kryształy o pokroju dwunastościanu rombowego i dwudziestoczterościanu deltoidowego, bardzo rzadko ośmiościanu. Występuje w skupieniach ziarnistych i zbitych. Zazwyczaj występuje jako minerał wrosły lub narosły. Czasami wykazuje niewyraźną, jednokierunkową oddzielność. Jest kruchy, przezroczysty do nieprzezroczystego, tworzy kryształy mieszane z piropem – zwane rodolitem. Niektóre kryształy wykazują asteryzm w postaci czteroramiennej gwiazdy. Kryształy obrabiane fasetkowo mają diamentowy połysk, natomiast kaboszonowo odznaczają się jedwabistym połyskiem. Czerwone okazy nazywane są karbunkułami. Za czerwoną barwę odpowiadają jony żelaza .

## Występowanie
Stanowi składnik skał powstałych wskutek średniego metamorfizmu regionalnego (łupki mikowe, migmatyty, paragnejsy). Buduje eklogity. Występuje w strefach kontaktowych intruzji granitowych zwłaszcza w hornfelsach. Spotykany w ryolitach, łupkach łyszczykowych, amfibolach, gnejsach, granulitach, dacytach, andezytach. Rzadko spotykany w pegmatytach i granitach. także w skałach okruchowych (piaskach i żwirach). Towarzyszą mu staurolit, łyszczyki, chloryty, kwarc, biotyt, hornblenda, albit, mikroklin, kyanit, szerlit, beryl oraz skalenie. 

## Miejsce występowania
Na świecie
- najpiękniejsze okazy znajduje się w Indiach (Dżajpur, Radżasthan, Hajdarabat) - materiał jubilerski dający efekt asteryzmu;
- Cejlonie - kryształy o znacznych rozmiarach i pięknej barwie[8];
- Brazylia - Minas Gerais, Rio Grande do Sul, Bahia[5][8];
- USA - Idaho, Nowy Jork, wyspa Wrangla, Alaska[8][3];
- Afganistan[5][3];
- Madagaskar[8][3];
- Zambia[8];
- Zimbabwe[8];
- Meksyk[8];
- Tanzania[8];
- Australia[6][3];
- Norwegia[6];
- Szwecja[5];
- Rosja (Ural)[5];
- Niemcy (Górny Palatynat)[5];
- Austria (Tyrol)[6][5][3];
- Czechy[8][3];
- Finlandia[8];
- Mongolia[8];
- Birma[4] [3];

W Polsce
Występuje w gnejsach k. Strzelina; w amfibolach i pegmatytach Gór Sowich, łupki mikowe w Masywie Śnieżnika i Górach Złotych, na Pogórzu Izerskim (Krobica), w Karpaczu (Karkonosze), Piławie Górnej, Bielawie, Kletnie, Strzegomiu, Górach Opawskich, Górach Izerskich, Tatrach (łupki krystaliczne), aluwiach dolnośląskich i bałtyckich piaskach plażowych.

## Zastosowanie
- jako materiał ścierny (papier, płótno ścierne)[2];
- do wytwarzania narzędzi skrawających, szlifierskich, wierteł;
- ma znaczenie naukowe – wskaźnik metamorfizmu;
- poszukiwany przez kolekcjonerów[8];
- szeroko stosowany w jubilerstwie do wyrobu biżuterii i ozdób (pierścionków, broszek, wisiorków)[1] - najbardziej poszukiwane są kamienie wykazujące efekt asteryzmu (gwiazdy)[8].
- obrabiane fasetkowo, rzadziej kaboszonowo[1].
- zwykle nadaje się im szlif schodkowy, mieszany, rzadziej - brylantowy[8].